# チェコ社会主義共和国

チェコ社会主義共和国
Česká socialistická republika (チェコ語)

国歌: Kde domov můj（チェコ語）
我が家何処や

チェコスロバキアのうち、赤の部分がチェコ

チェコ社会主義共和国（チェコしゃかいしゅぎきょうわこく、チェコ語:ČSR, Česká socialistická republika）は、1969年のチェコスロバキア社会主義共和国の連邦制導入にともない、同国内に設置された共和国（民族共和国）である。1989年のビロード革命によって社会主義体制を放棄し、翌年にチェコ共和国と国名を改称した。

## 概要
「プラハの春」における分権化の要求に応え、「チェコスロバキア連邦に関する基本法」（Ústavní zákon o československé federaci、チェコスロバキア連邦議会1969年法律第143号）に基づいて発足した民族共和国で、発足に伴いチェコスロバキア国民は新たに両共和国どちらかの国籍を取得した。
一院制の地方議会であるチェコ国民議会（定数200）を設け、さらに連邦議会に対して人口に応じて定数を定めた選挙区選挙で人民院に、両共和国から各75人を民族院にそれぞれ議員を選出して送ったが、プラハの春以降進められた「正常化」の過程で連邦政府への再度の中央集権強化が行われたため、両共和国の権限は形骸化した。
チェコ社会主義共和国は当初、チェコスロバキア社会主義共和国とは別の独自の国旗・国章を制定する予定だったが、制定法案の提出を延期する形でチェコスロバキアの国旗・国章をそのまま使用し続けた。
現在のチェコ共和国は「チェコおよびスロバキア連邦共和国資産のチェコ共和国およびスロバキア共和国への分割およびチェコ共和国およびスロバキア共和国への移行に関する基本法」（チェコスロバキア連邦議会1992年法律第541号）に基づき、1993年1月1日に同共和国がチェコ域内の連邦機能および資産を承継して発足したものである。